# David Castro
David Ferreira Castro (São Paulo, 16 de setembro de 1964) é um nadador brasileiro, que participou de uma edição dos Jogos Olímpicos pelo Brasil.
Além de formado em educação física, também formou-se em ciências da computação, e fez pós-graduação em tecnologia da informação, área em que atua desde 2006.

## Trajetória esportiva
David Castro começou na natação aos seis anos de idade, por influência dos irmãos. Ao longo da década de 1970 nadou pelo Sport Club Corinthians Paulista; em 1978 transferiu-se para o Clube Esperia, depois para A Hebraica e, em 1984, foi para o Club Athletico Paulistano, onde passou a treinar com o técnico William de Oliveira.
Representava o Club Athlético Paulistano quando foi aos Jogos Olímpicos de Verão de 1988, em Seul, onde terminou em 32º lugar nos 1500 metros livre e 33º nos 400 metros livre. 
Nos Jogos Pan-Americanos de 1991 em Havana, terminou em quinto lugar nos 1500 metros livre.
Castro também ganhou quatro títulos no Troféu Brasil de Natação (Campeonato Brasileiro de Verão) nos 1500 metros livres; cinco títulos no Troféu José Finkel (Campeonato Brasileiro de Inverno) nos 800 e 1500 metros livre; e um vice-campeonato no sul-americano de 1990  nos 1500 metros livre, entre outras realizações.
Encerrou a carreira de atleta em 2000, e se dedicou à carreira de técnico de natação na equipe do Santa Cecília.